# Melvin Belli
Melvin Mouron Belli (* 29. Juli 1907 in Sonora, Kalifornien; † 9. Juli 1996 in San Francisco, Kalifornien) war ein US-amerikanischer Rechtsanwalt und Filmschauspieler.

## Leben
Zu Bellis berühmtesten Klienten zählt Jack Ruby, der Mörder des mutmaßlichen Kennedy-Mörders Lee Harvey Oswald. Weitere bekannte Klienten, die Belli vertrat, waren Mae West, Muhammad Ali, Jim und Tammy Faye Baker, Errol Flynn, Tony Curtis, Lenny Bruce, Zsa Zsa Gabor, Chuck Berry, Alex Haley, Nick Nolte, Lana Turner und The Rolling Stones. In Deutschland wurde Belli durch die Vertretung der deutschen „Starfighterwitwen“ bekannt, für die er in den USA qua Sammelklage 7 Millionen US-Dollar vom Flugzeughersteller Lockheed erstritt. Nicht weniger als 600 Millionen US-Dollar konnte er so an Schadensersatzforderungen aller Art für seine Mandanten erstreiten. Obwohl seine Anwaltskanzlei ein Drittel des Geldes als Provision für sich beanspruchte, ging sie im Jahr 1996 bankrott. Der Grund war eine gewonnene Sammelklage gegen Dow Corning, die in der Folge Gläubigerschutz nach Chapter 11 beantragte. Somit blieb Bellis law firm auf den Ausgaben von fünf Millionen US-Dollar für Sachverständige und Gutachten sitzen.
Auch war Belli als Strafverteidiger in der 1984 produzierten kurzlebigen Gerichtsshow Guilty or Innocent tätig, die als Vorläufer von Sendungen wie Richterin Barbara Salesch oder Richter Alexander Hold gilt.
1968 begann Belli als Filmschauspieler zu arbeiten. In der Episode Kurs auf Markus XII der Fernsehserie Raumschiff Enterprise stand er zusammen mit seinem Sohn Melvin Caesar, der heute ebenfalls als Strafverteidiger tätig ist, vor der Filmkamera. Belli stand bis 1991 vier weitere Male vor der Kamera, zuletzt in einer Episode von Mord ist ihr Hobby. 1992 war er als juristischer Fachberater am Drama Im Namen meiner Tochter tätig. Im US-Thriller Zodiac – Die Spur des Killers wurde er von Brian Cox dargestellt.
Melvin Belli war sechs Mal verheiratet und hatte drei Söhne und drei Töchter. Wenige Monate nach seiner letzten Eheschließung erlag er im Alter von 88 Jahren einem Bauchspeicheldrüsentumor.